# Рево (провинция Тренто)
Рево (итал. Revò) — коммуна в Италии, располагается в провинции Тренто области Трентино-Альто-Адидже.
Население составляет 1265 человек (2011 г.), плотность населения составляет 94 чел./км². Занимает площадь 13 км². Почтовый индекс — 38028. Телефонный код — 0463.
Покровителем коммуны почитается святой Стефан, празднование 26 декабря.

## Демография
Динамика населения:

## Администрация коммуны
- Официальный сайт: https://web.archive.org/web/20060813065606/http://www.comunedirevo.com/